# Hurley (Wisconsin)
Hurley – miasto w Stanach Zjednoczonych, w stanie Wisconsin, w hrabstwie Iron.